# Stefano Lomellini
Pour les articles homonymes, voir Lomellini.
Stefano Lomellini, né en 1683 à Gênes et mort en 1753 à Gênes, est un homme politique italien, 161e doge de Gênes du 28 mars 1752 au 7 juin 1752, date de son abdication moins de trois mois après son élection.

### bibliographie
- (it) Sergio Buonadonna et Mario Mercenaro, Rosso doge. I dogi della Repubblica di Genova dal 1339 al 1797, Gênes, De Ferrari, 2007